# Sorbus kohimensis
Sorbus kohimensis là loài thực vật có hoa trong họ Hoa hồng. Loài này được (Watt) Rehder miêu tả khoa học đầu tiên năm 1915.